# Слєпченко Володимир Павлович
Слєпченко Володимир Павлович (нар. 13 листопада 1947, Олексіївка) — маляр, графік, монументаліст і майстер психологічного портрету. Член Національної спілки художників України (1986). Заслужений діяч мистецтв України (1998), народний художник України (2009). Професор (2005). Дійсний член ГО «Українська Академія Наук» (2004), Академії словесності і красних мистецтв ім. Державіна в Санкт-Петербурзі (2005) та Всесвітньої Академії Мистецтв («Mondial Art Academia», Париж, Франція) (2018).

## Життєпис
Народився в Олексіївці Бєлгородської області, РФ.
- 1968 — закінчив художнє училище міста Іваново за фахом «живописець».
- 1968—69 — головний художник художнього комбінату в Олексіївці Бєлгородської обл. РРФСР.
- 1969 на постійно переїхав в Україну.
- 1969—72 — головний художник шахтоуправління «Україна» в м. Українське Донецької області.
- 1973—79 — художник монументально-малярського цеху художнього комбінату в Ялті, 1979—88 — художник-монументаліст художнього комбінату в Львові.
- 1981 — Закінчив Українську академію друкарства (м. Львів) за фахом художник-графік по оформленню та ілюстрації книги.
- 1988 — поїздка в складі делегації до Північної Кореї.
- 1988—92 очолював кооператив «Художник».
- 1992—95 мав творче відрядження до Канади, зокрема, в 1994—1995 рр. виконав 19 фресок для катедрального собору Св. Йосафата в м. Торонто.
- 1995—99 очолював відділ реставрації у Львівському музеї історії релігії.
- Із 2000 — у Києві, доцент Національного університету культури та мистецтв; із 2002 — керівник майстер-класу центру творчості «Арт»; із 2005 — професор образотворчого мистецтва.
- 2009 — Відкрита приватна садиба–галерея народного художника України Володимира Слєпченка в передмісті Києва.

У 2021 році переїхав до міста Львова жити і творити.

## Творчість
Працює в мистецькому напрямі романтичного символізму, винайшов свою авторську техніку і унікальний власний стиль «Артлайн» (мистецтво лінії).
Серед основних творів художника сюжетні картини історичної тематики від епохи Трипілля до сьогодення: «Відродження» (1991), «Подай Господи» (1995—1997), «Велике Хрещення» (1998), «Нестор літописець» (1999), триптих «Скіфія» (2005), «І вічний бій» (2005), «Недоспівана пісня Мазепи» (2007), «Трипілля і трипільці» (2007), та інші. Створив цикл робіт «Шевченкіана», живописні серії «Рожаниця» (2010), «Відгомін прадавніх часів України» (2012), «Мелодії старого міста» (2005), «Київ як портрет» (2013). З 2011 р. працює над проектом «Обрані часом» у власній авторській живописній манері «Артлайн», в який входять серії: «Галерея портретів славетних українців», «Генії світової цивілізації», «Літературна еліта України». Написав цикли робіт «Паралельні світи», «Революція Гідності», «Обличчя війни» та інші. Одна з цих серій «Літературна еліта України» знаходиться в постійній експозиції Національного музею літератури України в Києві з 2017 року.
З 2022 року повертається до графіки, створюючи нові графічні серії і цикли, присвячені історії України, філософії і російсько-українській війні.
Твори зберігаються в музеях і приватних колекціях мистецтва в Україні, Греції, Канаді, Німеччині, на Мальті, в Італії, Південній Кореї, Словаччині, Ізраїлі та в ін. країнах.

### Персональні каталоги, альбоми і статті
- Слєпченко В. Каталог творчих робіт. — Львів: видавництво «Афіша», 1997. — 24 с.
- Слєпченко В. П. Творчість Володимира Слєпченка: малярство, графіка: альбом. — Львів: Афіша, 2002. — 118 с.
- Луковська О. Artline Володимимра Слєпченка: до 70-річного ювілею майстра та 50-ліття його творчої діяльності / Статті: Ольга Луковська, Станіслав Бушак, Володимир Слєпченко. — Київ. 2017. — 175 с.
- Слєпченко В. П. Володимир Слєпченко = Volodymyr Slepchenko: живопис / Володимир Слєпченко. — Київ: АДЕФ-Україна, 2007. — 79 с. : іл., портр.
- Слєпченко В. П. Обрані часом = Избранные временем = Chosen by time: галерея портр. славетних українців / Володимир Слєпченко ; упоряд.: З. Заремська. — Київ, 2014. — 86 с.
- Володимир Слєпченко. Volodymyr Slepchenko. Малярство. Painting. Каталог творчих робіт. — Київ, 2012. — 68 с.

Роботи В. Слєпченка надруковані у виданнях:
- Українська державність: історико-правничі нариси. — Всеукраїнська правозахисна організація «Меморіал» ім. Василя Стуса, ПрАТ «Білоцерківська книжкова фабрика», 2017. — 977 с. (29 світлин живописних творів).
- Художники України. — Київ, 2001. — с. 193 (5 світлин живописних робіт).
- Ольга Ковалевська. Іконографія Івана Мазепи в образотворчому мистецтві ХХ — ХХІ ст. — Київ, 2013. — С. 63.
- Чуйко Тетяна. Тарас Шевченко. Образ в мистецтві. — Київ: АДЕФ-Україна, 2024. — 360 с. (роботи циклу «Шевченкіана»).

### Виставки
- 1967 — Перша персональна виставка графіки у художньому училищі м. Іваново.
- 1970 — Персональна виставка живопису і графіки у м. Українську Донецької області в приміщенні адміністративного корпусу шахти «Україна».
- 1978 — Перша участь у Республіканській виставці «Художники — дітям».
- 1982 — Персональна виставка у Львові, будинок Архітектора.
- 1981—1987 — Участь у численних обласних, республіканських та всесоюзних художніх виставках.
- 1985—1987 — Персональні виставки у Львові, Києві, Москві.
- 1987 — Учасник групової виставки львівських художників у м. Ряшів, Польща.
- 1988 — Персональна виставка живопису і графіки в Українському фонді культури, м. Київ.
- 1988 — Учасник Всепольського пленеру у м. Перемишль.
- 1990 — Учасник групової виставки Українських художників «Осінній салон-90» у Парижі.
- 1990 — Персональна виставка графіки у м. Бернау, Німеччина.
- 1991—1992 — Учасник групової виставки українських художників в Японії.
- 1993 — Персональна виставка живопису та графіки у Торонто, Канада.
- 1997 — Персональна виставка живопису в різних містах Італії.
- 1997 — Ювілейна персональна виставка малярства, Львівський палац мистецтв, м. Львів.
- 1997—1998 — Персональна виставка живопису в рамках виставки «Духовні скарби України», м. Київ, Український дім.
- 2000 — Персональна постійнодіюча виставка малярства та графіки в Головному військовому клінічному шпиталі, м. Київ.
- 2002 — Ювілейна персональна виставки малярства В. Слєпченка в галереї «Лавра», м. Київ.
- 2003 — Участь у виставці «Парсуна-2003», Палац мистецтв, м. Львів.
- 2004 — Персональна виставка творчих робіт малярства Володимира Слєпченка під назвою «Тобі, коханий, тобі, єдиний» у приміщенні галереї «Мистець», м. Київ.
- 2004—2005 — Участь у всеукраїнській виставці «Мистецьке ТАК! Помаранчевій революції» у виставкових залах Національної спілки художників України, м. Київ.
- 2006 — Виставка Українських мистців у культурному центрі «Дімархія» Посольства України в Греції, м. Афіни.
- 2006 — Персональні виставки і участь у фестивалі мистецтв в Греції на о. Сірос, виставковий комплекс «Ермуполіс», о. Крит, м. Ретімно.
- 2006 — Міжнародна виставка благодійного фонду «Європейська інтеграція» в м. Рим, Італія «Під крилом Архистратига Михаїла».
- 2007 — Персональна виставка «Пороги моєї землі» до Дня Незалежності України у виставковому комплексі Національного заповідника «Софія Київська», м. Київ.
- 2007 — Ювілейна персональна виставка «Енергія творчості» в галереї «Лавра», м. Київ.
- 2008 — Участь в міжнародному проекті, виставка «Українці в світі» Український дім, м. Київ.
- 2009 — Персональна виставка в Кабінеті міністрів України, в Верховній Раді України та в адміністрації президента України.
- 2009 — ГУАМ — міжнародна виставка художників Грузії, України, Азербайджану і Молдови, м. Київ.
- 2011 — Участь у міжнародній виставці в Іспанії (Каталонія).
- 2011 — Участь в міжнародній виставці в Японії, Національний музей Кобе.
- 2011 — Виставка графіки і живопису до 10-ї річниці візиту папи Іоана Павла ІІ в Україну, Український дім, м. Київ.
- 2011—2012 — Участь у художній виставці до Різдва Христового. Національний музей Тараса Шевченка, м. Київ.
- 2012 — Участь у художній виставці до 25-річчя Українського фонду культури, м. Київ.
- 2012 — Український тиждень мистецтв в приміщенні Національної спілки художників України, м. Київ.
- 2012 — Персональна виставка в приміщенні Міністерства культури і мистецтв, м. Київ.
- 2012 — Персональна виставка малярства в Національному архітектурно-історичному заповіднику «Чернігів стародавній», м. Чернігів.
- 2012 — Ювілейна виставка малярства «Пам'ятай, що живеш!» в Національному музеї Т. Г. Шевченка, м. Київ.
- 2013 — Персональна виставка малярства в Львівському Палаці мистецтв, м. Львів. Основний проект виставки «Обрані часом» Галерея портретів славетних Українців.
- 2014 — Перша виставка присвячена революції «Гідності» на Майдані «Вогонь любові. Посвята Майдану» в центрі сучасного мистецтва М-17 м. Київ.
- 2014 — Персональна виставка проекту «Київ як портрет» в Музеї історії Києва.
- 2014 — Персональна виставка проекту «Обрані часом» в Національному музеї літератури України, м. Київ.
- 2014 — Персональна виставка проекту «Обрані часом» Галерея портретів славетних українців в Національному музеї Тараса Шевченка в м. Києві.
- 2015 — Персональна виставка «Ти сіль землі, ти суть її, ти — жінка!» в галереї «Марко», м. Київ.
- 2015 — Участь у міжнародному проекті «Революция. Супрематизм. Майдан», Будинок Архітектора, м. Київ.
- 2015 — Персональна виставка «Обрані часом» в Галереї мистецтв Головного корпусу Національного університету ім. Т.Шевченка, м. Київ.
- 2015 — Персональна виставка «Обрані часом» в приміщенні Національного драматичного театру ім. І.Франка, м. Київ.
- 2015 — Участь у виставці «200», присвяченій 200-літтю від дня народження Т. Г. Шевченка у приміщенні Національного музею імені Т.Шевченка, м. Київ.
- 2015 — Участь у виставці в Національному заповіднику «Софія Київська» до 1000-ліття Св. Володимира і міжнародній виставці «Анна-фест», м. Київ.
- 2015 — Персональна виставка «Живопис і скульптура» разом з скульптором В.Філатовим у Будинку Митрополита Національного заповідника «Софія Київська», м. Київ.
- 2016 — Участь у виставці «Я жива, я вічно буду жити», присвяченій 145-річчю від дня народження Лесі Українки в Національному музеї літератури, м. Київ.
- 2016 — Персональна виставка «Обрані часом» в Національному заповіднику Тараса Шевченка на Шевченковій горі у м. Каневі.
- 2016 — Персональна виставка в музеї Національного драматичного театру ім. І.Франка в м. Києві.
- 2017 — Участь у виставці всеукраїнського симпозіуму «Славсько — 2017», музей Івана Кавалерідзе, м. Київ.
- 2017 — Персональна виставка творів живопису і графіки «Пам'яті Бориса Олійника», Український фонд культури, м. Київ.
- 2017 — Ювілейна персональна виставка «Увійди у мій світ» в приміщенні галереї «Хлібня» Національного заповідника «Софія Київська», м. Київ.
- 2018 — Персональна виставка «Літературна еліта України» з проекту «Обрані часом» в приміщенні Арт-галереї Національної бібліотеки України імені Ярослава Мудрого в Києві.
- 2018 — Персональна виставка живопису до 100-річчя НАНУ «Еволюція наукової творчої думки» в приміщенні Національного природничого музею НАНУ в Києві.
- 2018 — Персональна виставка « Увійди у мій світ» в приміщенні Музею сучасного мистецтва «ПЛАСТ-Арт» в м. Чернігові.
- 2018 — Участь у виставці міжнародного проекту IFASION ART «Інтелект-це модно» в приміщенні Музею історії Києва.
- 2019 — Персональна виставка в Чернівецькому обласному меморіальному музеї В.Івасюка до 70-річчя від дня народження засновника української естради, м. Чернівці.
- 2019 — Персональна виставка живопису у Золочівському замку Національної Львівської мистецької галереї імені Бориса Возницького з нагоди 15-річчя відкриття музею, м. Золочів.
- 2019 — Персональна виставка живопису «Пороги моєї землі» до 28-річниці Незалежності України в приміщеннях Вінницького Обласного краєзнавчого музею та Обласного художнього музею, м. Вінниця.
- 2019 — Персональна виставка «Мелодії старого міста» в музеї-майстерні І. П. Кавалеридзе на Андріївському узвозі міста Києва.
- 2019 — Участь у міжнародному пленері «Кращий художник».
- 2022 — Персональна виставка живопису «Обрані часом» у музеї Митрополита Андрея Шептицького у Львові.
- 2022 — Презентація багатофігурного монументального полотна «Митрополит Андрей Шептицький, його сучасники і послідовники» у музеї Митрополита Андрея Шептицького у Львові.
- 2023 — Ювілейна персональна виставка живопису «Дзвони пам'яті» у Львівському палаці мистецтв.
- 2022—2023 — Участь у численних благодійних проєктах для допомоги ЗСУ.
- 2023 — Персональна виставка живопису в приміщенні Українського Католицького Університету, м. Львів.
- 2023 — Персональна виставка живопису у приміщенні Львівського будинку офіцерів, м. Львів.
- 2023 — Персональна виставка графіки «Відгомін прадавніх часів України» у приміщенні Львівського будинку офіцерів, м. Львів.

### Цікаві факти
- 2001 року створив проєкти грамот та дипломів до найвищих нагород України: Ордена князя Ярослава Мудрого I ступеня, Героя України, Ордена князя Данила Галицького, Дипломи Української академії наук і т. ін.
- 2005 року Портрет 78-го Великого Магістра Мальтійського Ордену Ендрю Берті помістили назавжди в експозицію всесвітньовідомої Галереї портретів Великих Магістрів на Мальті.
- Портрет Тараса Шевченка (п., акрил, 2011, стиль артлайн) у 2012 році подарований автором Національному музею Тараса Шевченка у Києві і знаходиться в його постійній експозиції.
- З 2017 року серія графічних портретів проєкту «Обрані часом» «Літературна еліта України» знаходиться в постійній експозиції Національного музею літератури України.
- 2018 року картина «Велике Хрещення» знайшла своє почесне місце в постійній експозиції другого поверху головної святині України — Собору Святої Софії в Києві і є меценатським подарунком автора Національному заповіднику «Софія Київська», м. Київ.
- У 2019 р. портрет Михайла Коцюбинського з проєкту «Обрані часом» передано автором в постійну експозицію Вінницького краєзнавчого музею, картину «Дівчина з легенди» — Вінницькому обласному художньому музею, а картину «Місто Вінниця» — Вінницькій обласній державній адміністрації.
- У 2023 році картина «Побратими Третьої роти» назавжди знайшла своє місце і постійно експонується у приміщенні Львівського палацу мистецтв.
- Картина «Митрополит Андрей Шептицький, його сучасники і послідовники» подарована автором у 2023 році Архикатедральному Собору Святого Юра у Львові і постійно експонується у приміщенні собору.

## Нагороди
- Лауреат Львівської обласної премії імені Івана Гаврилюка (1985).
- Лауреат республіканської премії імені Миколи Островського (1988).
- Заслужений діяч мистецтв України (1998).
- Лауреат Міжнародної премії імені Платона, УАН, Київ, Україна (2005).
- Орден «За заслуги» ІІІ-го ст. (2007).
- Народний художник України (2009).
- Лауреат Всеукраїнської премії імені Івана Огієнка (2019).
- Лауреат міжнародної премії Сандро Ботічеллі (м. Флоренція, Боргезе, Італія, 2019).
- Лауреат міжнародної премії Валерія Гігамяна (2019).
- Диплом «Книга рекордів України», категорія мистецтво, учасник міжнародного проєкту «Фарби полумя сердець» (м. Львів, 2022).
- Орден Митрополита Андрея Шептицького Української греко-католицької церкви (2023).
- Медаль «За Гідність і Патріотизм», ВО «Країна» (2023).
- Орден Святого Рівноапостольного князя Володимира Великого 3-го ст. УПЦ Київського Патріархату.
- відзнаки інших країн.